# دهه ۱۹۹۰ (میلادی)

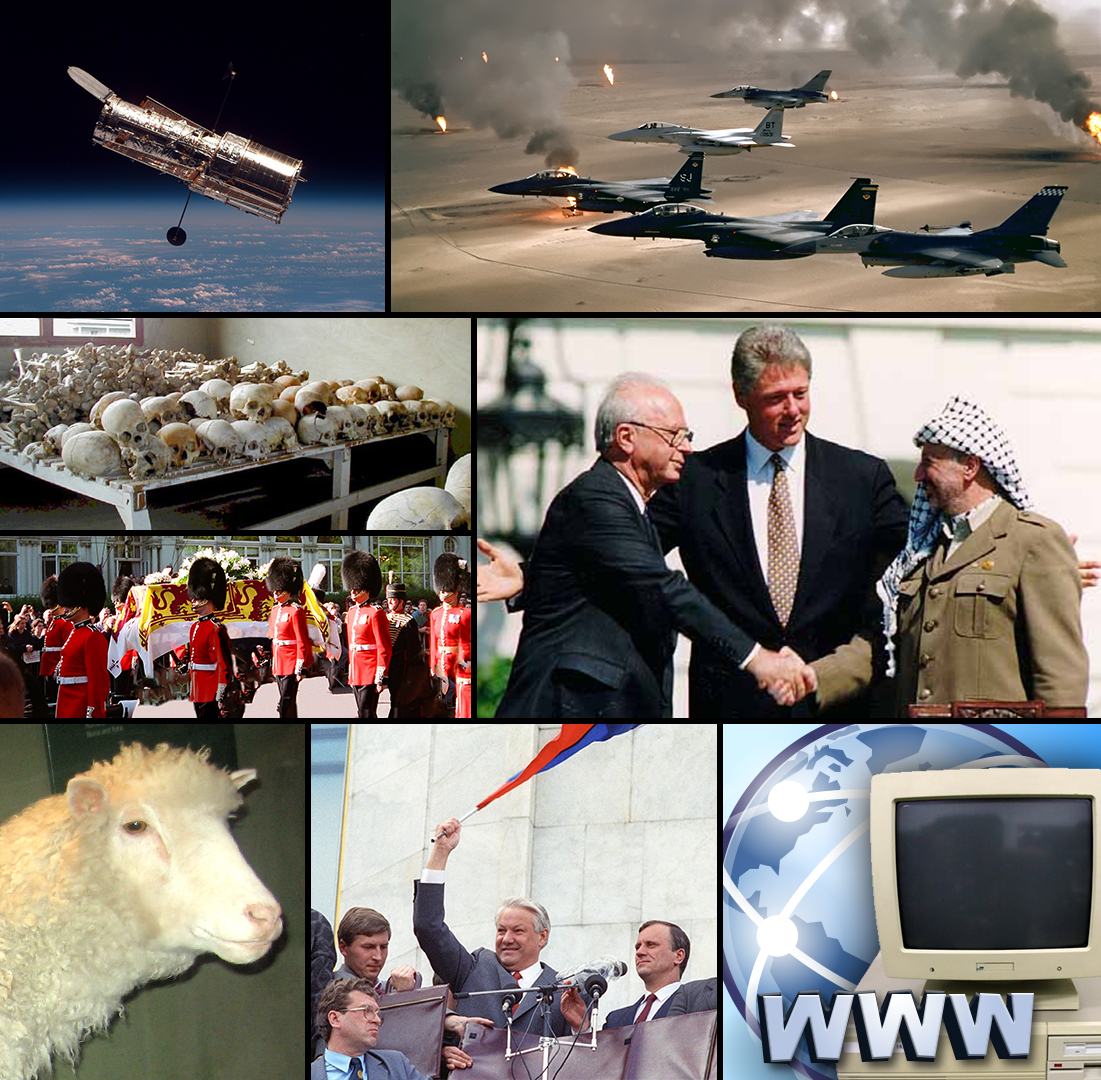

دههٔ ۱۹۹۰ میلادی بر اساس گاه‌شماری میلادی به دوره‌ای گفته می‌شود که از ابتدای ۱۹۹۰ (میلادی) آغاز شد و در انتهای ۱۹۹۹ (میلادی) به پایان رسید.
دههٔ ۹۰، با پیشرفت‌های جهانی‌سازی، که به دنبال از هم پاشیدگی اتحادیه جماهیر شوروی و پایان جنگ سرد بود، مشخص شده‌است. نیروهای کلیدی ای که این دهه را شکل داده بودند، بحران اقتصادی در پایان دهه ۸۰، ظهور کامپیوترهای شخصی در خانه‌های متوسط، که از نتایج آن فراز برتری استفاده از اینترنت بوده‌است، بود. دههٔ ۹۰، از نظر زمانی، بین سده بیستم کوتاه و جنگ سرد از یکسو و جنگ با تروریستی که جرج دبلیو بوش، پس از حملات ۱۱ سپتامبر ۲۰۰۱ اعلام کرد، قرار می‌گیرد.
‎

## نگارخانه

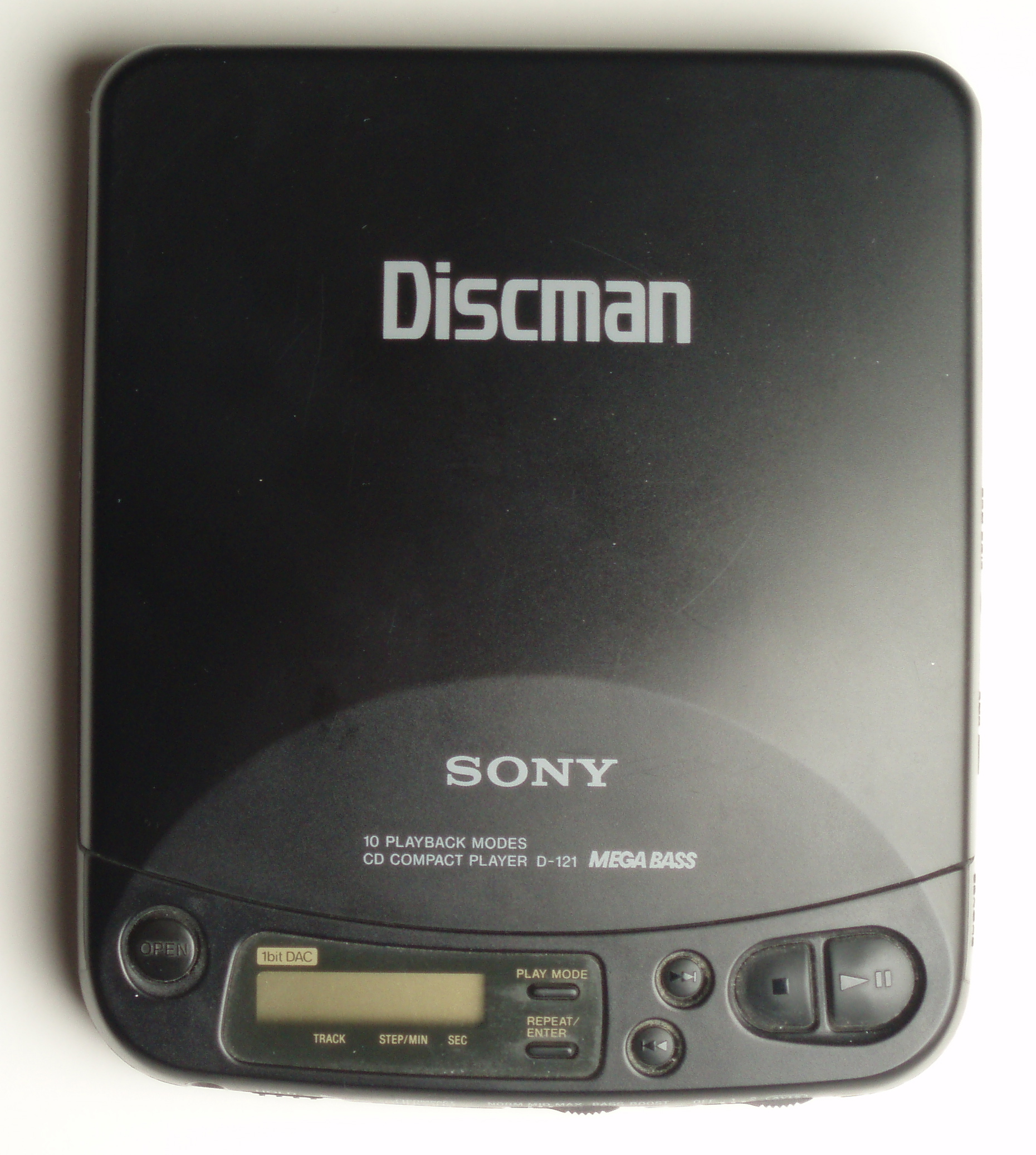
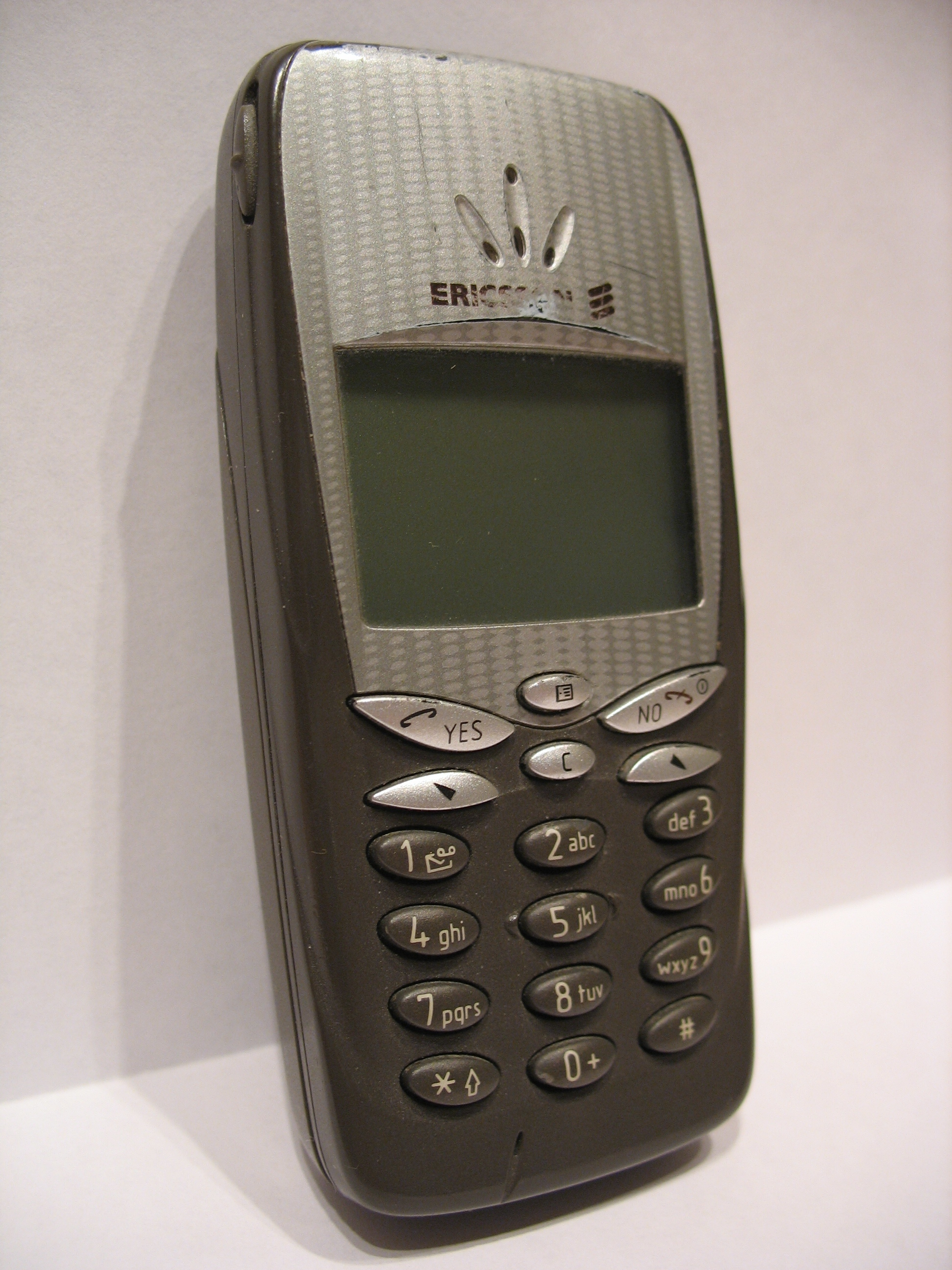
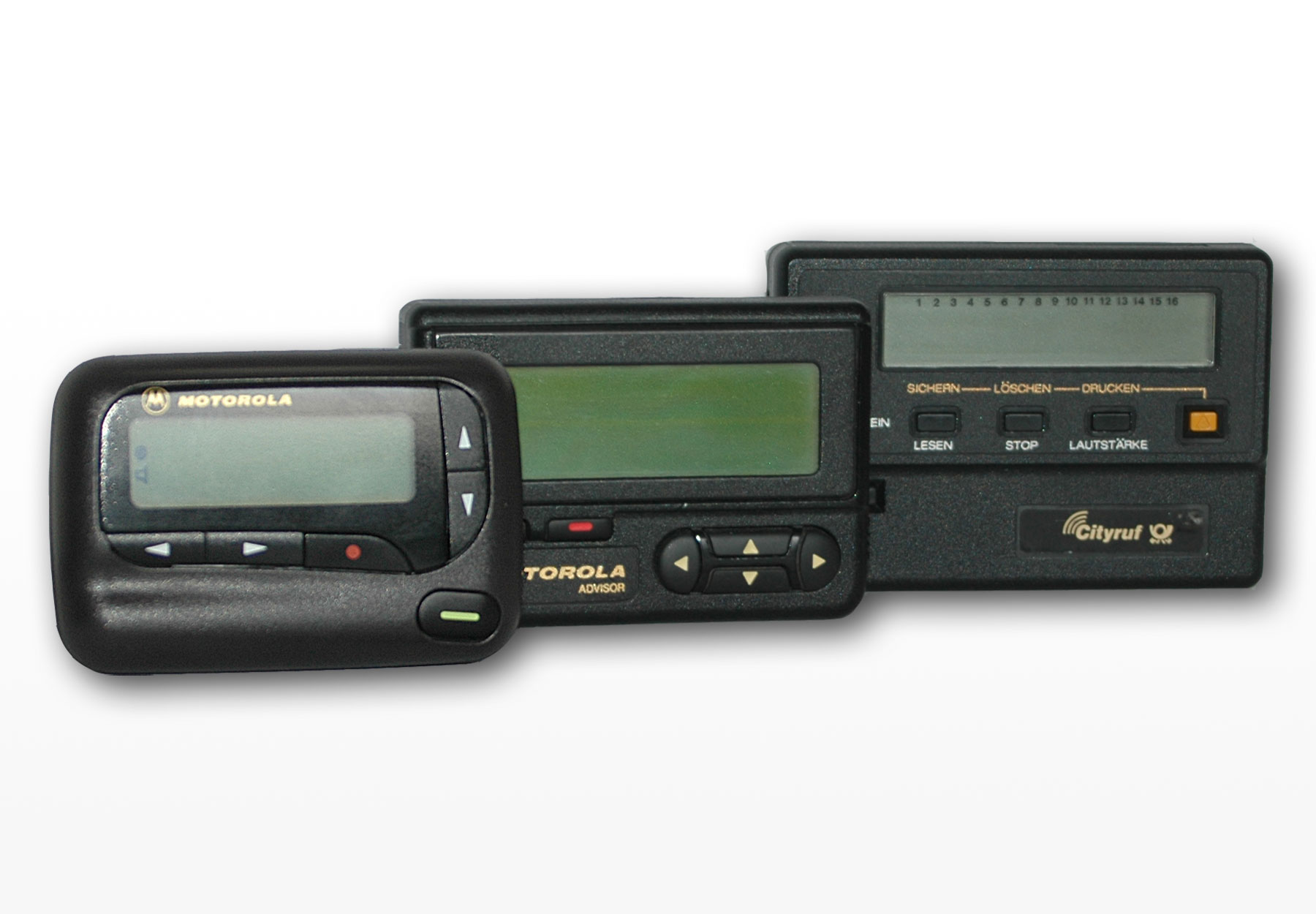